# Брюссельский собор
Собор Святых Михаила и Гудулы (нидерл. De Kathedraal van Sint-Michiel en Sint-Goedele, фр. Cathédrale Saints-Michel-et-Gudule, лат. Cathedralis Sancti Michaelis et Gudulae Bruxellis) — коллегиальная церковь (собор) в центре старого Брюсселя, столице Брабанта (ныне Бельгия). Построен в стиле брабантской готики.

## История

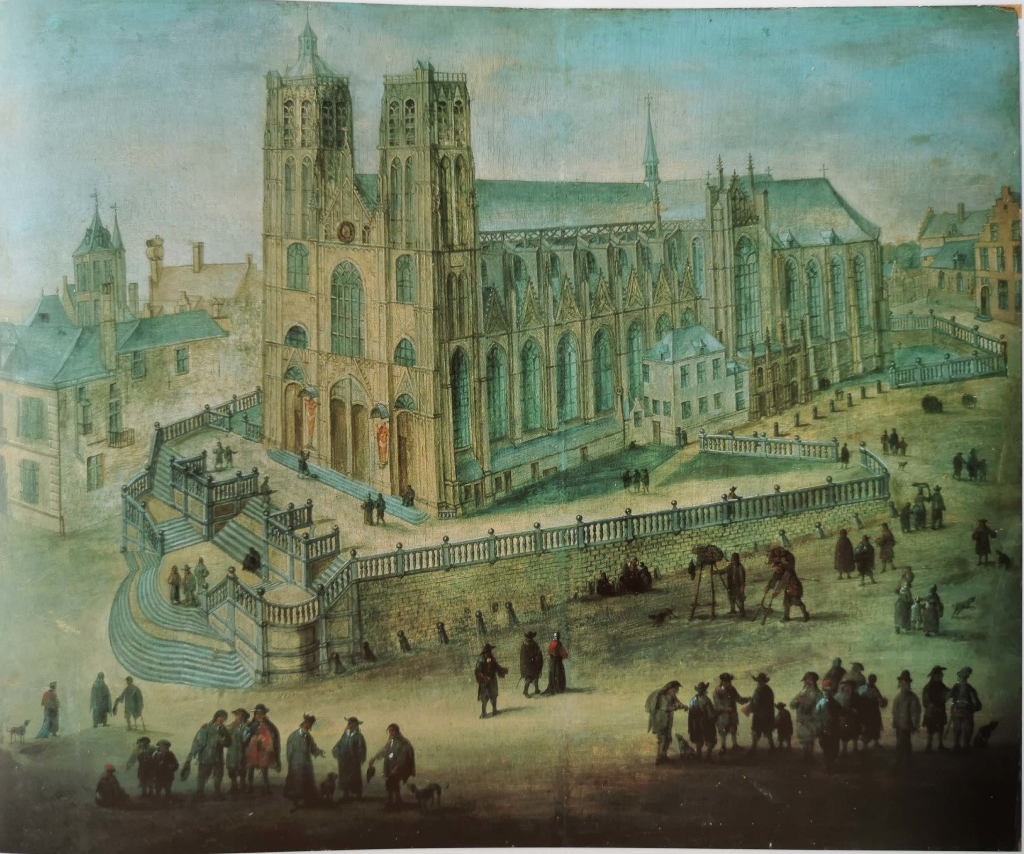
A. Мартин. Собор Святого Михаила в Брюсселе. До 1762. Акварель. Музей Национального банка Бельгии, Брюссель

Вероятно, уже в IX веке на этом месте находилась капелла, посвящённая Святому архангелу Михаилу. В 1047 году лувенский граф Ламберт II перевёз мощи святой Гудулы (фр. Saint-Gudule) в брюссельскую церковь Cвятого Михаила и основал капитул в честь Гудулы. За храмом закрепилось двойное название «церковь святых Михаила и Гудулы». Святые Михаил и Гудула почитаются как небесные покровители Брюсселя.
В 1200 году Генрих I Брабантский затеял обновление храма, а в 1226 году Генрих II Брабантский решил изменить стиль постройки на готический. Работы по строительству хора продолжались с 1226 по 1276 год. Фасад был практически завершён в 1450 году, а к 1485 году была закончена и внутренняя отделка.
До разделения в 1961 году Мехеленской епархии это была Коллегиальная церковь. Во второй половине XX века Мехеленская архиепархия была реорганизована: с одной стороны, была отделена Антверпенская епархия (церковь Богоматери в Антверпене стала кафедральным собором). Другая часть бывшей епархии Мехелена была переименована в архиепархию Мехелен-Брюссель. Примас Бельгии, как и прежде, сохранил своё место в Мехелене, во дворце архиепископа. Главной церкви Брюсселя был присвоен статус сокафедрального собора наряду с собором Святого Рамбольда в Мехелене. Около 2000 года возникла традиция называть храм «Коллегиальный собор Святых Михаила и Гудулы» (нидерл.  Collegiale Sint-Michiels en Sint-Goedelecokathedraal).
В 1983—1999 годах в соборе проводились реставрационные работы. В 1995 году его посетил папа Иоанн Павел II.
В 1999 году в соборе состоялось венчание будущего короля Филиппа и Матильды д’Удекем д’Акоз. В 2003 году в соборе состоялось бракосочетание бельгийского принца Лорана и Клер Комбс.

## Архитектура
Экстерьер здания представляет собой типично готическую композицию с двумя симметрично расположенными башнями западного фасада. Внутри каждой башни есть длинные лестницы, которые выходят на террасу высотой 64 метра. Главный фасад собора имеет четыре двери и три портала, увенчанных треугольными вимпергами и скульптурами святых. Башни фасада был построены в 1470—1485 годах архитектором Яном ван Рёйсбруком, автором здания брюссельской Ратуши. Двери украшены коваными рельефами. Над центральным входом помещён огромный витраж.
Храм имеет три нефа, трансепт, деамбулаторий и значительные размеры. Его длина: 114 метров (против 125 метров Собора Антверпенской Богоматери). Длина нефа внутри 109 метров. Высота башен: 64 метра (против 35 метров Собора Парижской Богоматери). Ширина интерьера: 54 метра. Высота сводов внутри достигает 26,5 метров.

## Интерьер
В интерьере примечательны витражи, старейшие из которых созданы в XVI веке по рисункам Бернарта ван Орлея. Большинство сохранившихся витражей выполнены Ж.-Б. Капронье около 1870 г. Внутри своды посредством стрельчатых арок опираются на цилиндрические колонны с ажурными капителями, колонны украшены статуями святых. Скамьи имеют тёмно-коричневый оттенок, контрастирующий со светлым залом.
Уникальная кафедра работы Хендрика Франса Вербрюггена была изготовлена в 1696—1699 годах для церкви Святого Михаила ордена иезуитов в Лёвене и привезена в Брюссель в 1776 году.
В капелле Чудесного Таинства (Sacrament van Mirakel) хранится ценнейшая коллекция культовых предметов, даров, реликвий и произведений ювелирного искусства, драгоценных тканей и золотных вышивок. Среди уникальных предметов — золотая чаша, подарок Леопольда I. Известной является реликвия Животворящего Креста, датируемая XIV веком. Особого внимания заслуживает мраморная скульптурная группа Богоматери с Младенцем, созданная Конрадом Мейтом.
Среди захоронений наиболее почитается гробница графа Фредерика де Мероде, героя Бельгийской революции.

## Галерея

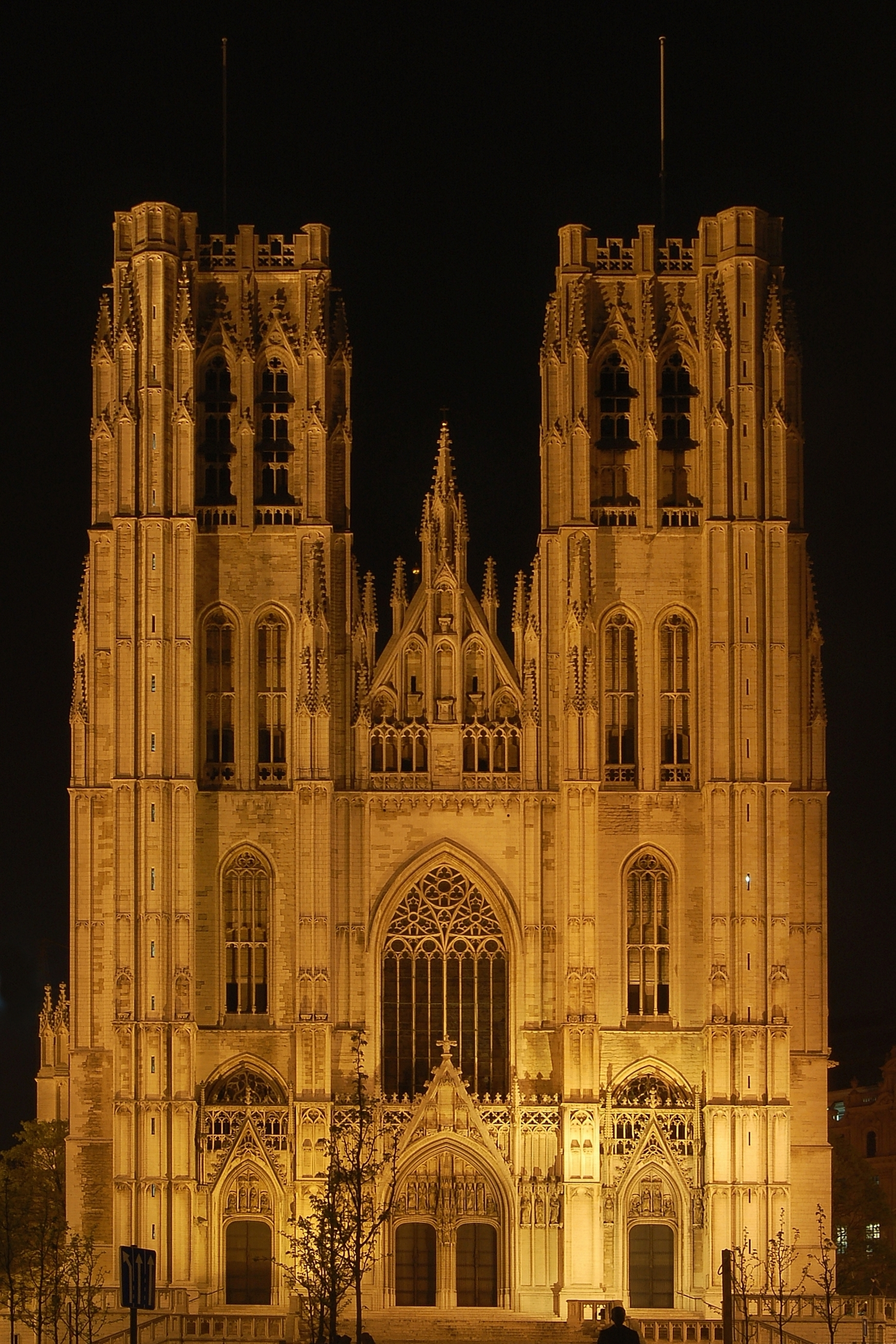
Собор ночью
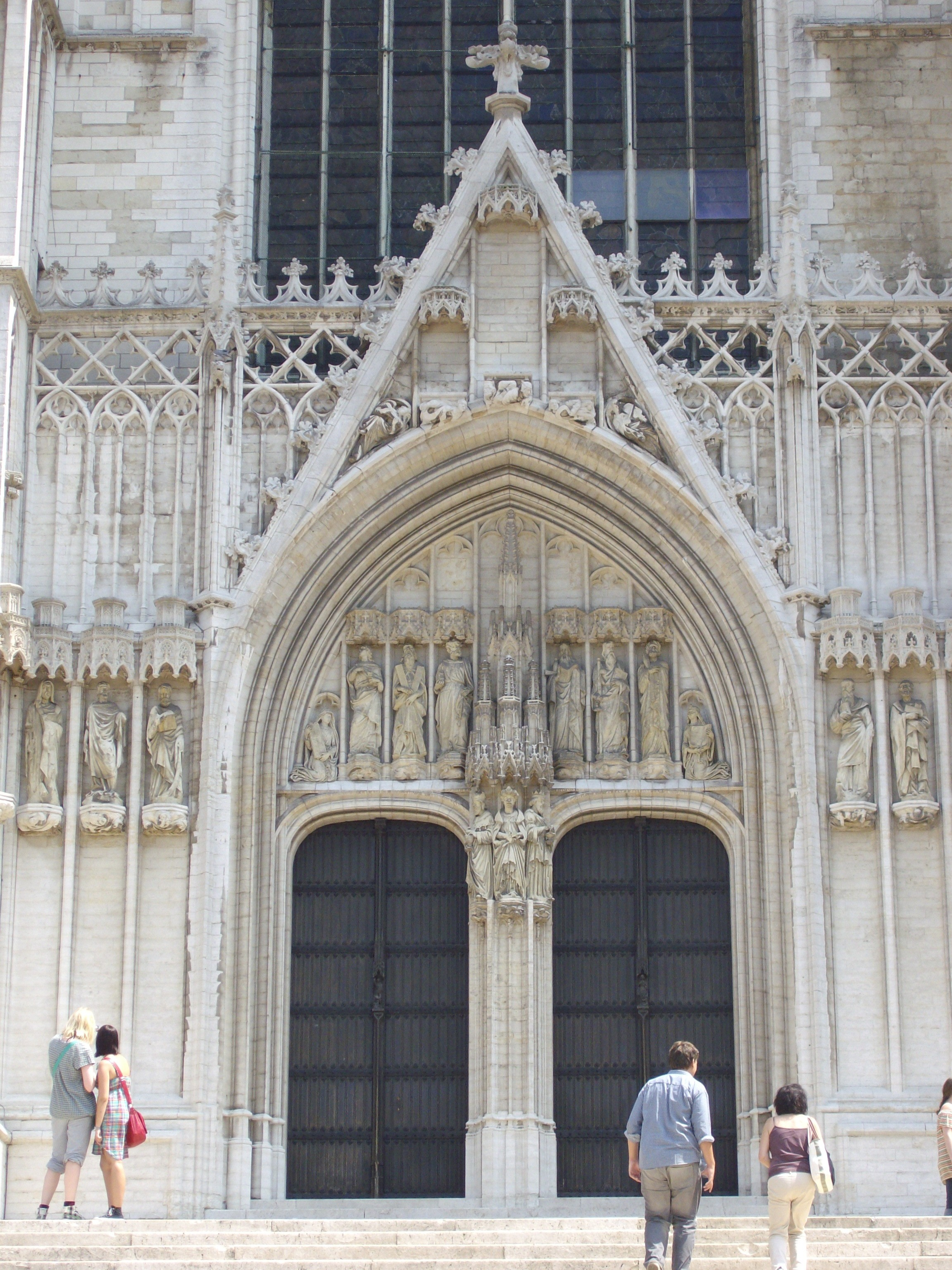
Центральный портал
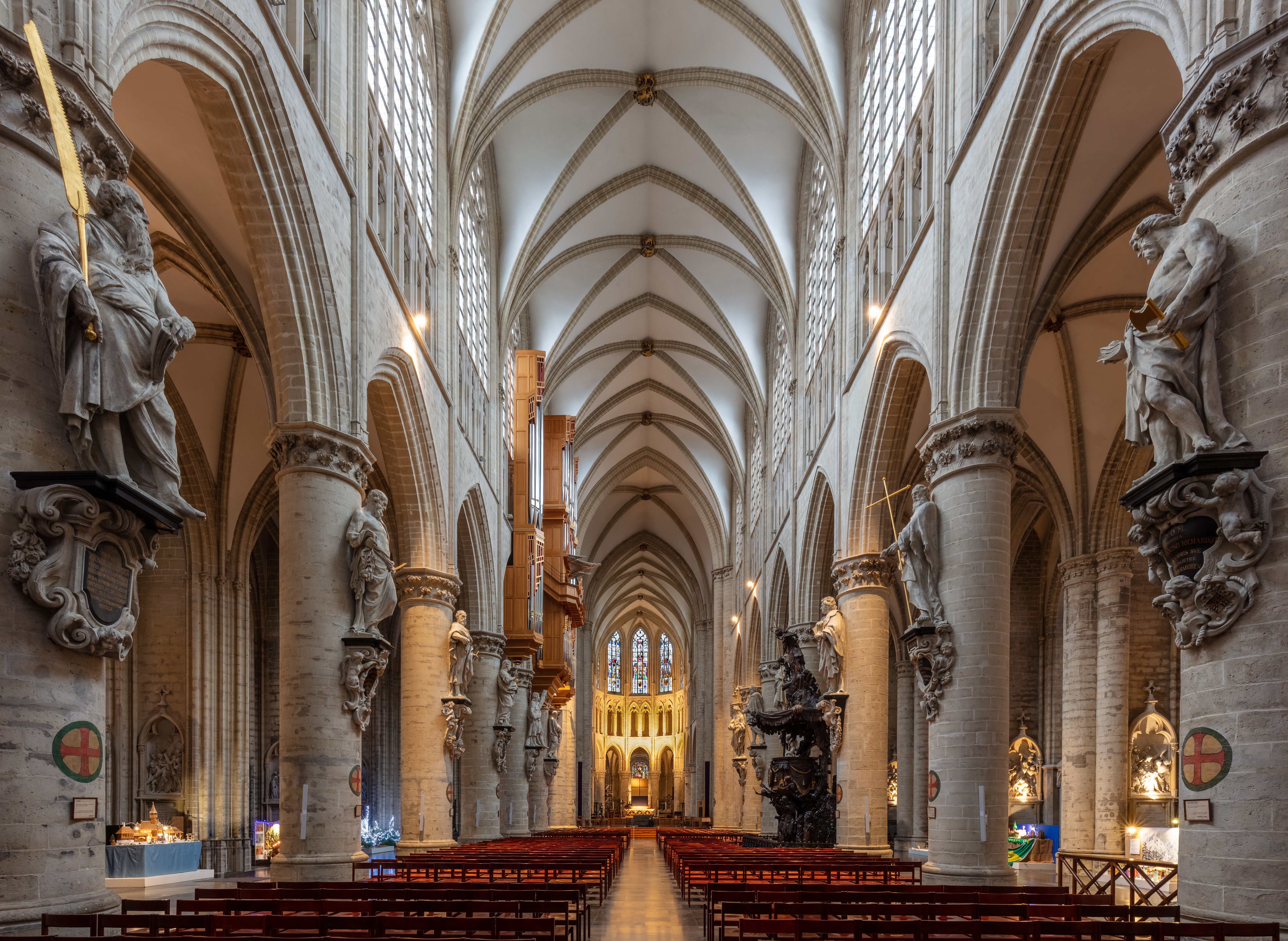
Интерьер главного нефа
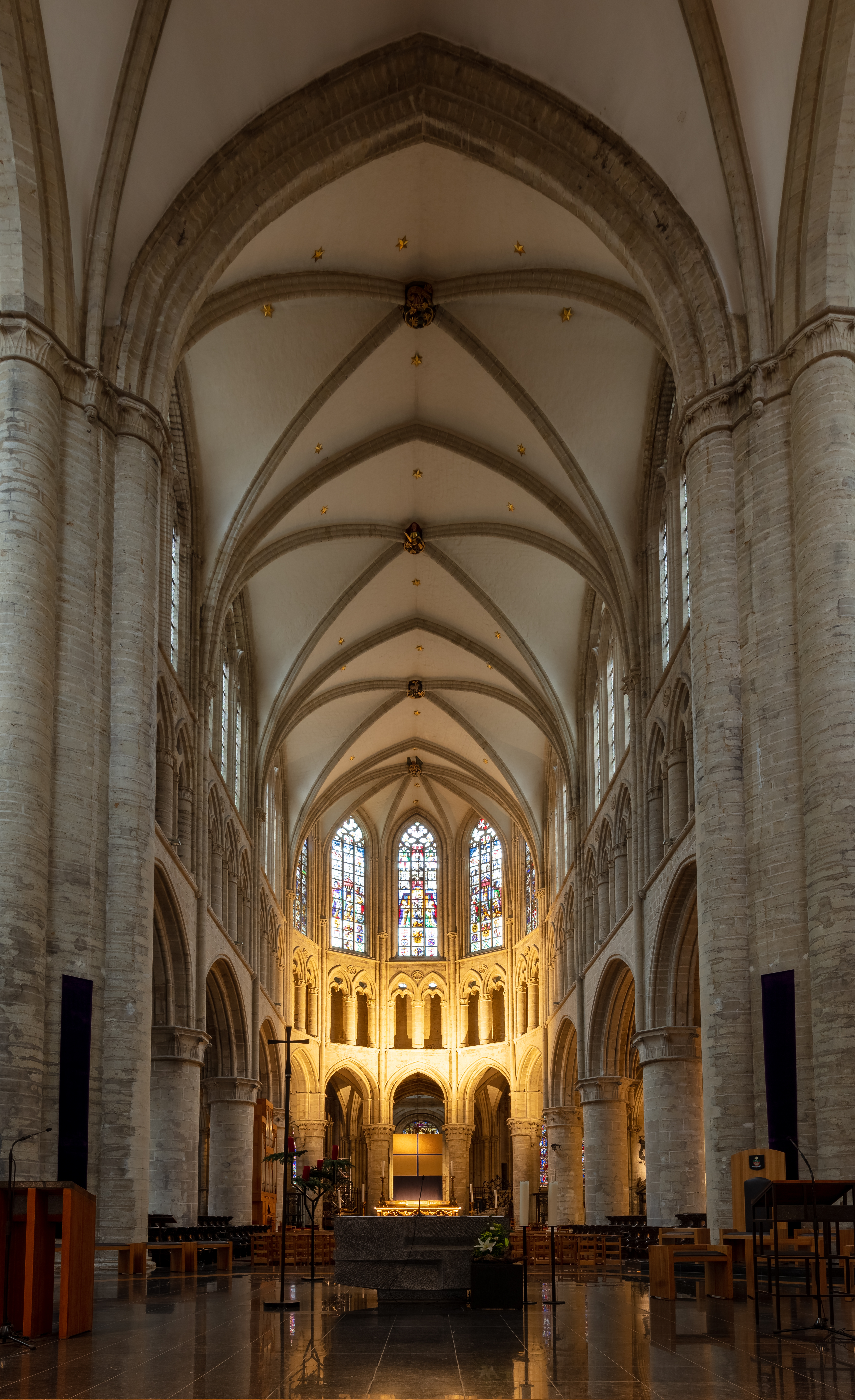
Хор
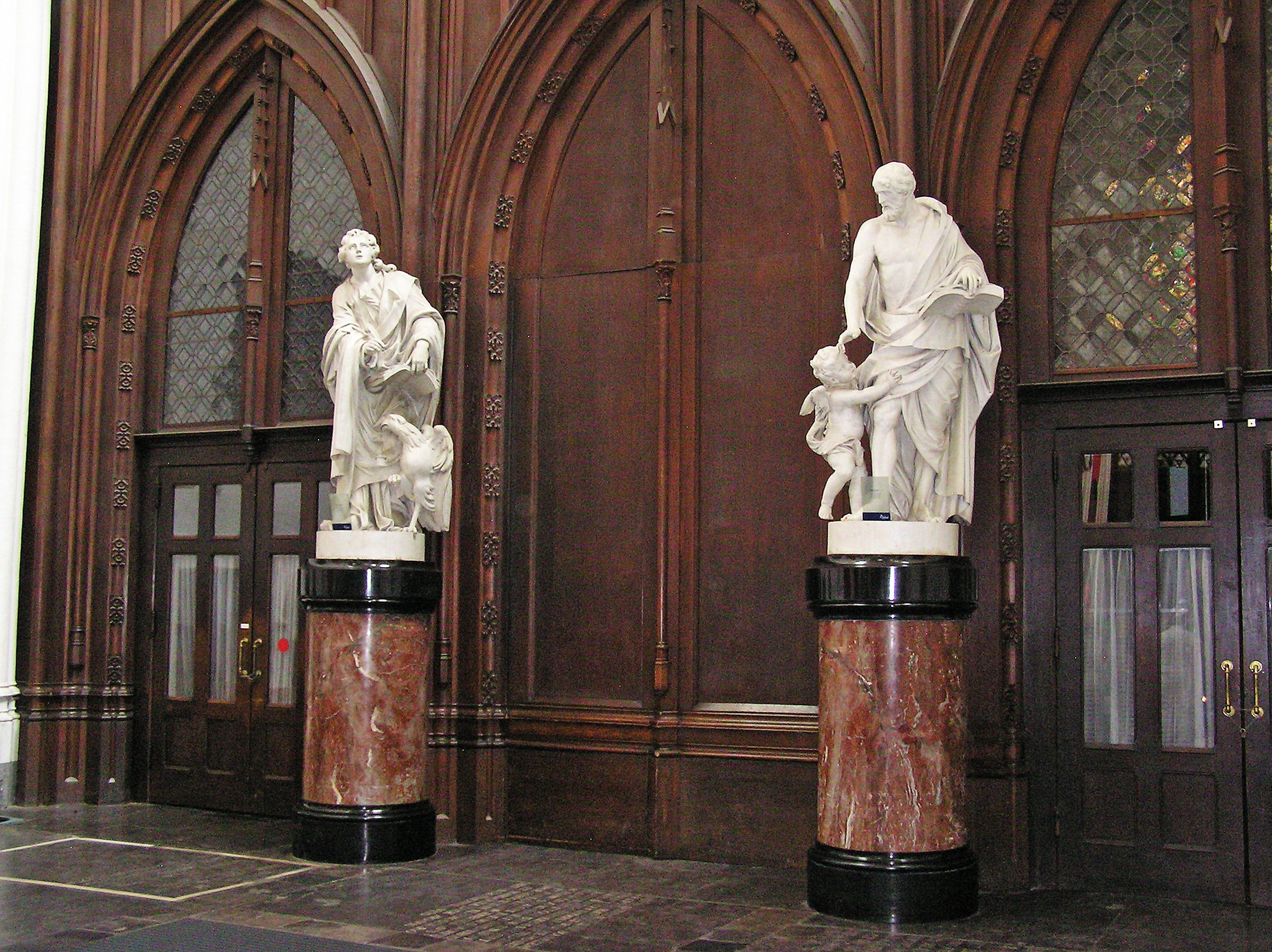
Статуи в Соборе
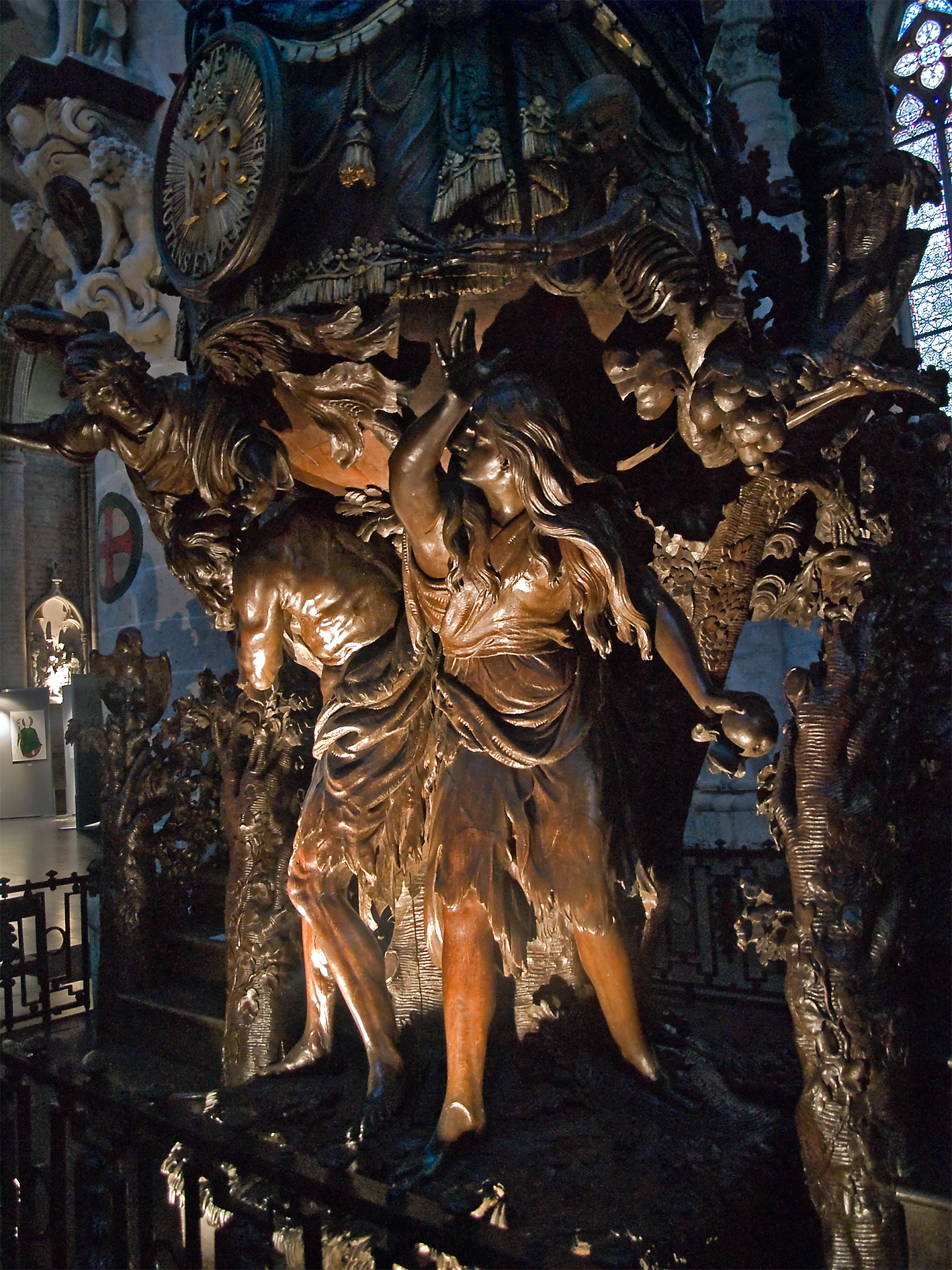
Х.Ф. Вербрюгген. Изгнание Адама и Евы из Рая. Деталь кафедры. 1696–1699. Дерево
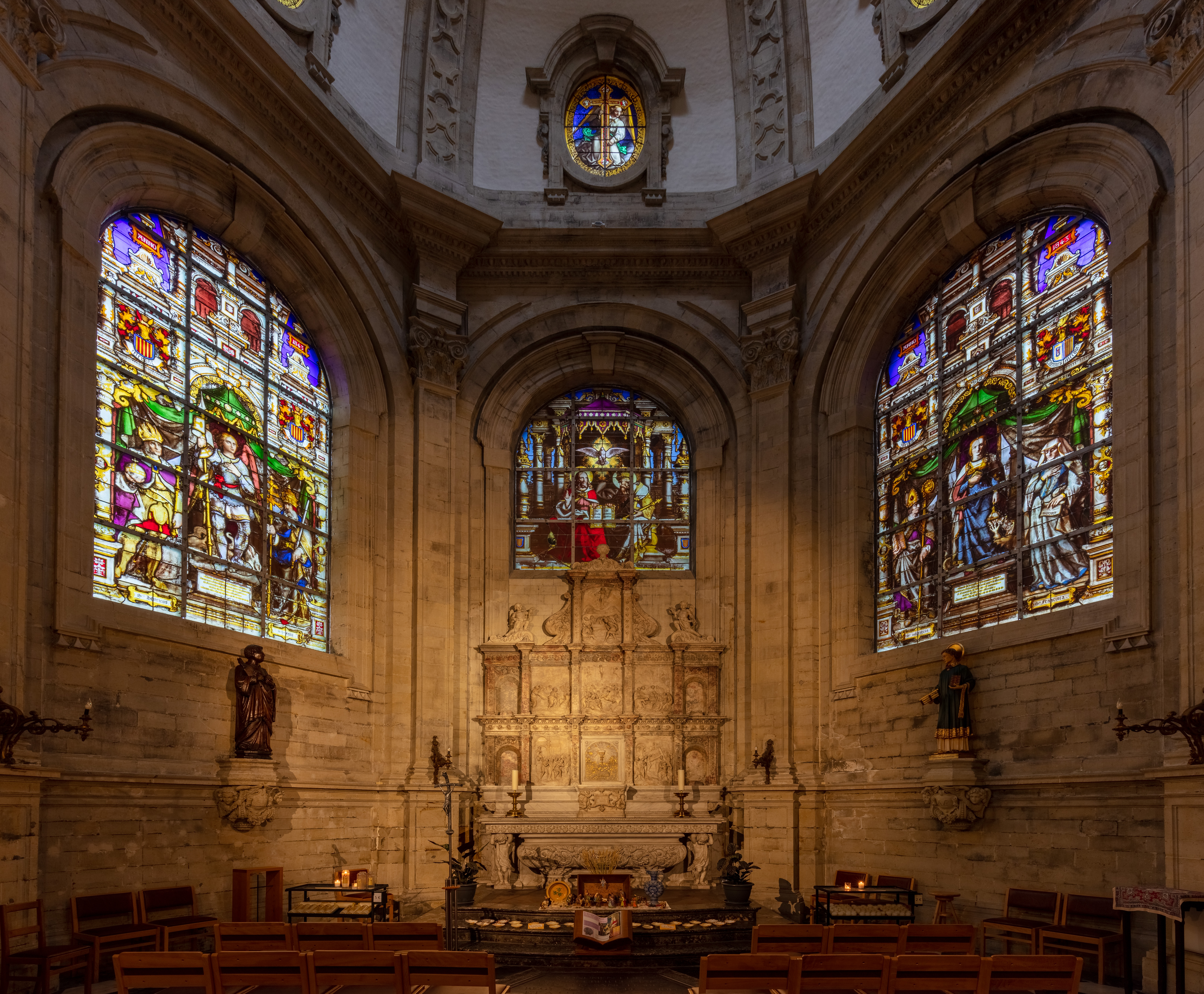
Капелла Маса
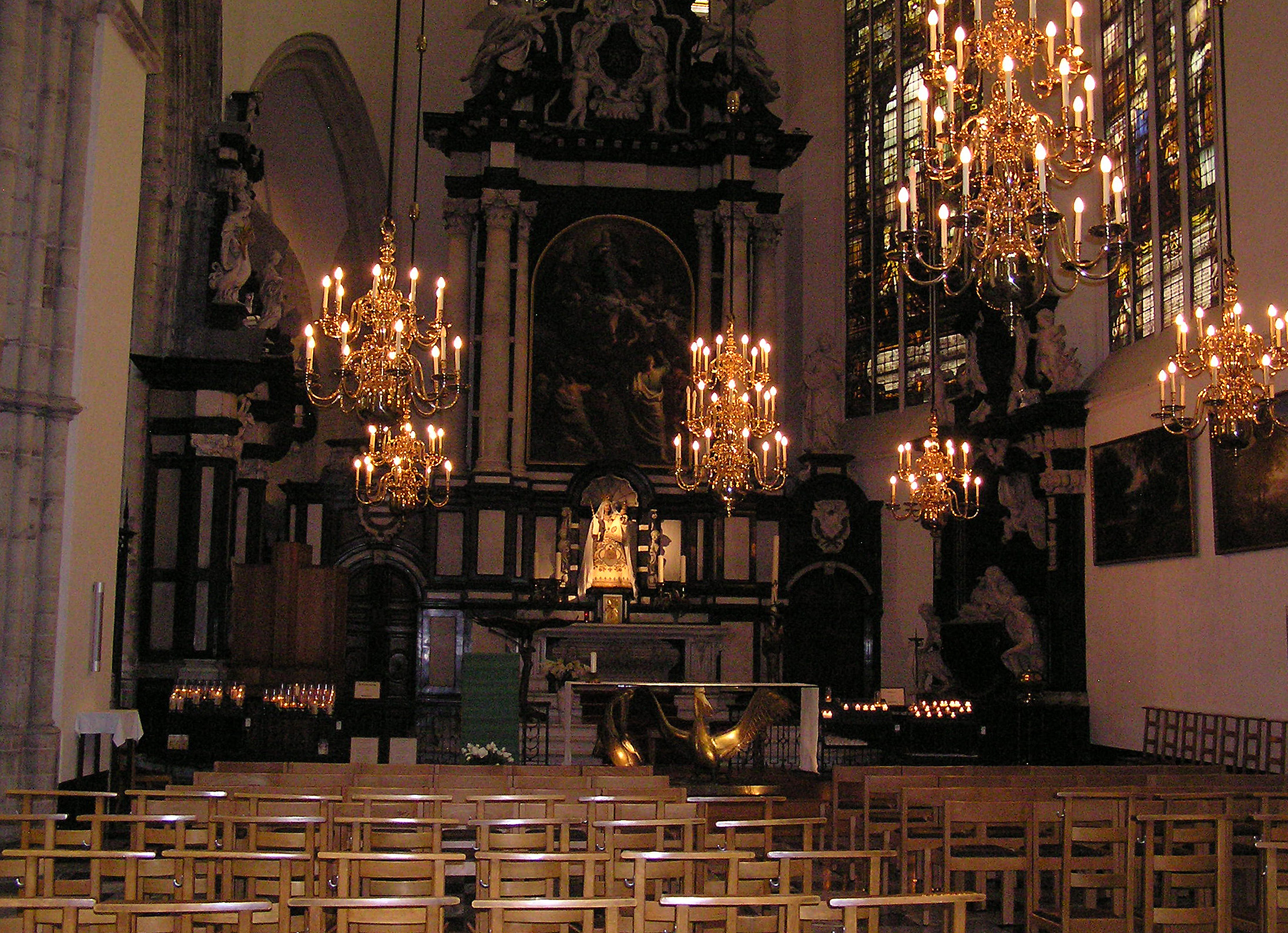
Капелла
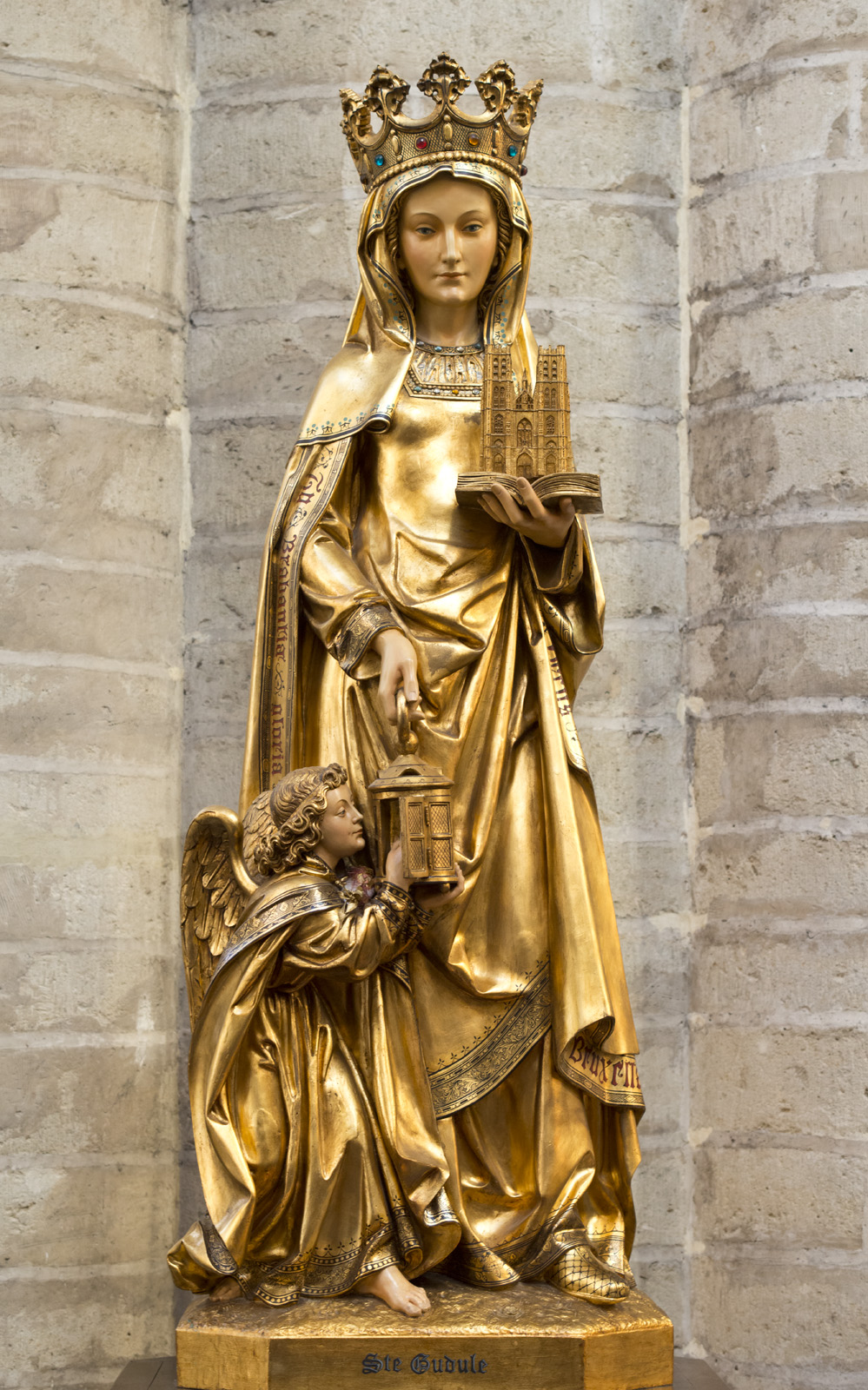
Статуя Святой Гудулы
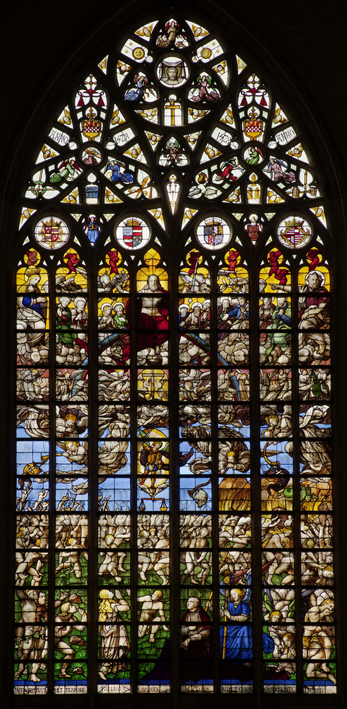
Страшный суд. Витраж западного фасада. По рисунку Бернарта ван Орлея. 1528
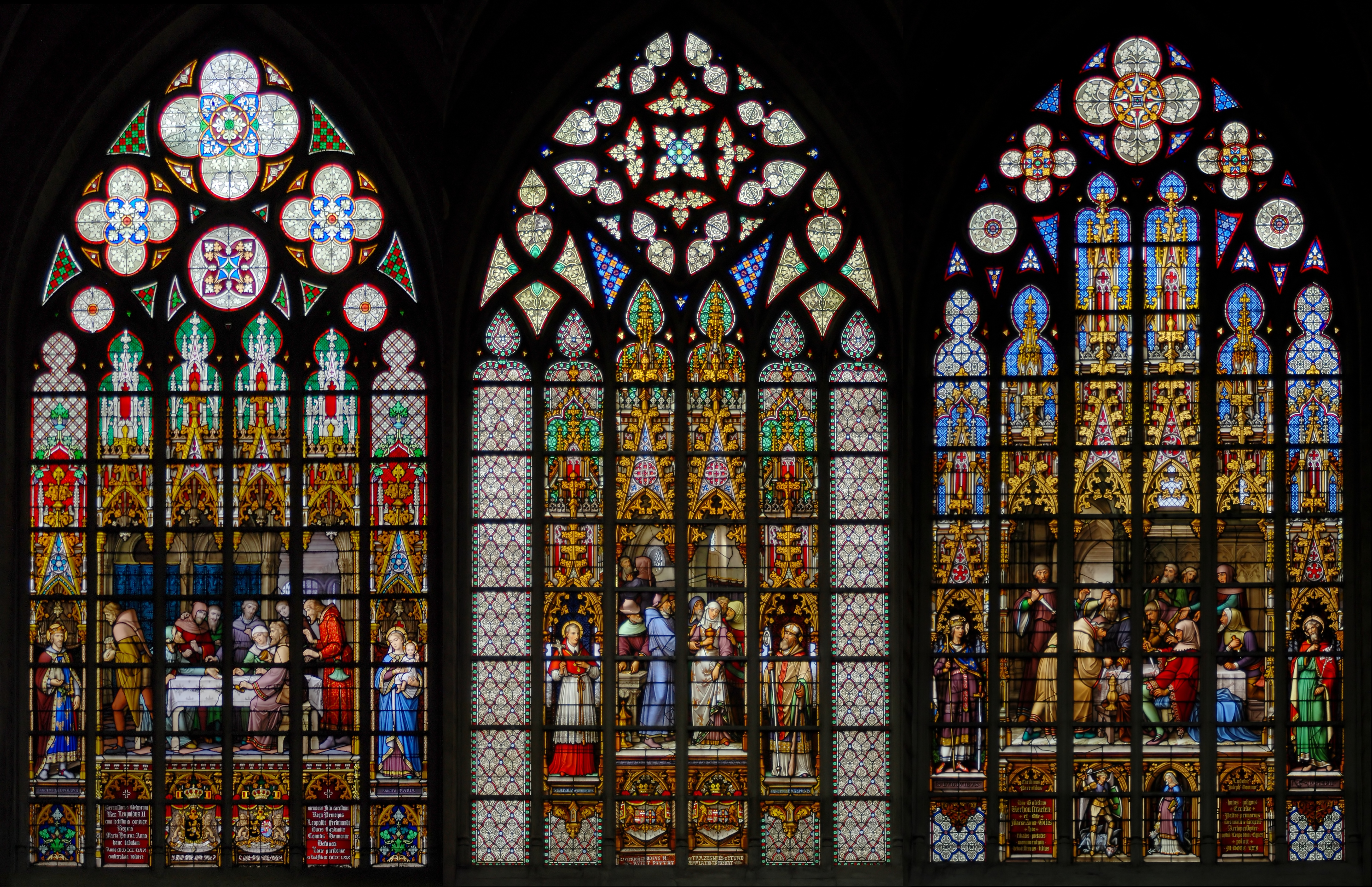
Три сцены легенды о Чудесном Таинстве (Sacrament van Mirakel). Витражи Ж.-Б. Капронье. Ок. 1870
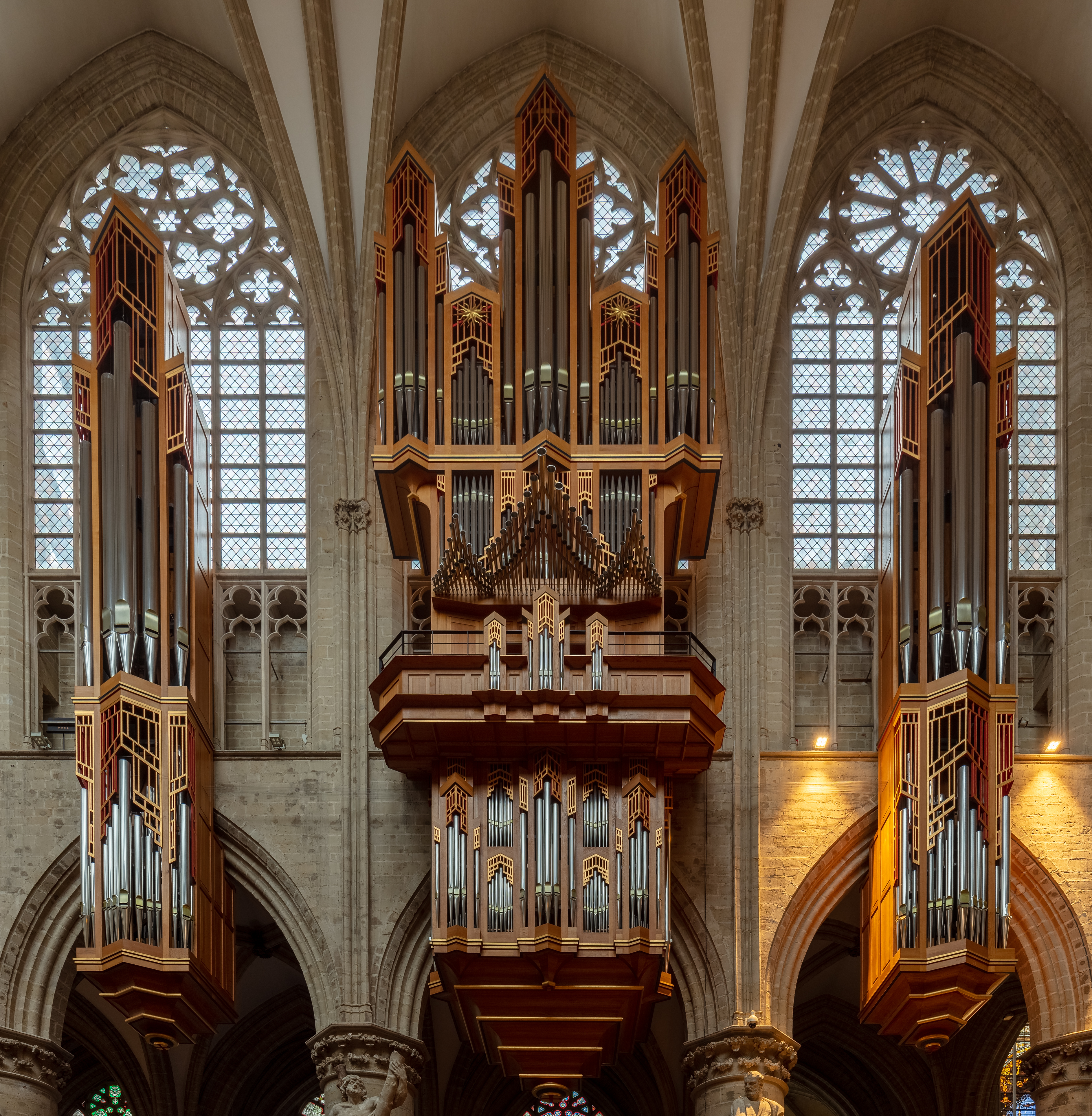
Орган